# 蒼月ひかり (漫画家)
蒼月 ひかり（あおつきひかり）は、日本の漫画家（4コマ漫画家）である。2008年3月現在、雑誌掲載作品が一つも単行本として出版されていないため、作品を目にする事が困難である。休載のまま止まっている作品もある。

## 主な作品

### 連載作品
- Fri-Friリーフ（『まんがタイムラブリー』）
- のどかな毎日（『まんがタウン』）
- ひより日和（『まんがタイムラブリー』2001年1月号-）
- 平成シンデレラ物語 ひとつだけ －はっぴい メイク UP☆－（『まんがタイムラブリー』）

### 読み切り作品
- エプロンの王子様（『まんがタイムナチュラル』）
- サカサマ?!（『まんがライフオリジナル』2000年4月号）
- 始動!! ラクロス同好会
- スーパーな女たち
- ミックスリビング